# Velká cena Německa silničních motocyklů 2024
Velká cena Německa (oficiálně Liqui Moly Motorrad Grand Prix Deutschland) byla devátým závodním víkendem mistrovství světa silničních motocyklů 2024 kategorií MotoGP, Moto2 a Moto3 a zároveň šestý závodní víkend MotoE. Konala se 5. - 7. července na okruhu Sachsenring.

## Okruh
| Sachsenring   | Sachsenring |
| ------------- | ----------- |
|               |             |
| Délka         | 3.671 km    |
| Počet zatáček | 13          |

## Časový harmonogram
| Datum       | Třída  | Aktivita        | Start           |
| ----------- | ------ | --------------- | --------------- |
| 5. července | MotoE  | Trénink 1       | 8:30 (15 min.)  |
| 5. července | Moto3  | Volný trénink   | 9.00 (35 min.)  |
| 5. července | Moto2  | Volný trénink   | 9:50 (40 min.)  |
| 5. července | MotoGP | Volný trénink 1 | 10:45 (45 min.) |
| 5. července | MotoE  | Trénink 2       | 12:45 (15 min.) |
| 5. července | Moto3  | Trénink 1       | 13:15 (50 min.) |
| 5. července | Moto2  | Trénink 1       | 14:05 (40 min.) |
| 5. července | MotoGP | Trénink         | 15:00 (60 min.) |
| 5. července | MotoE  | Kvalifikace 1   | 17:15 (10 min.) |
| 5. července | MotoE  | Kvalifikace 2   | 17:55 (10 min.) |
| 6. července | Moto3  | Trénink 2       | 8:40 (30 min.)  |
| 6. července | Moto2  | Trénink 2       | 9:25 (30 min.)  |
| 6. července | MotoGP | Volný trénink 2 | 10:10 (55 min.) |
| 6. července | MotoGP | Kvalifikace 1   | 10:50 (15 min.) |
| 6. července | MotoGP | Kvalifikace 2   | 11:15 (15 min.) |
| 6. července | MotoE  | Závod 1         | 12:15 (11 kol)  |
| 6. července | Moto3  | Kvalifikace 1   | 12:50 (15 min.) |
| 6. července | Moto3  | Kvalifikace 2   | 13:15 (15 min.) |
| 6. července | Moto2  | Kvalifikace 1   | 13:45 (15 min.) |
| 6. července | Moto2  | Kvalifikace 2   | 14:15 (15 min.) |
| 6. července | MotoGP | Sprint          | 15:00 (15 kol)  |
| 6. července | MotoE  | Závod 2         | 16:10 (11 kol)  |
| 7. července | MotoGP | Warm Up         | 9:40 (10 min.)  |
| 7. července | Moto3  | Závod           | 11:00 (23 kol)  |
| 7. července | Moto2  | Závod           | 12:15 (25 kol)  |
| 7. července | MotoGP | Závod           | 14:00 (30 kol)  |
| Zdroj:      |        |                 |                 |

## Startovní listina

### Změny

#### MotoGP
Australan Remy Gardner nahradil Álexe Rinse, který se zranil na předchozí Velké ceně Nizozemska.
Stefan Bradl jel jako jezdec na divokou kartu.

#### Moto2
Roberto García nahradil zraněného Xaviho Cardelúse, který se zranil v tréninku při Velké ceně Nizozemska. 
| #      | Jezdec                  | Tým                               | Motocykl                |
| MotoGP | MotoGP                  | MotoGP                            | MotoGP                  |
| ------ | ----------------------- | --------------------------------- | ----------------------- |
| 1      | Francesco Bagnaia       | Ducati Lenovo Team                | Ducati Desmosedici GP24 |
| 5      | Johann Zarco            | Castrol Honda LCR                 | Honda RC213V            |
| 6      | Stefan Bradl            | HRC Test Team                     | Honda RC213V            |
| 10     | Luca Marini             | Repsol Honda Team                 | Honda RC213V            |
| 12     | Maverick Vińales        | Aprilia Racing                    | Aprilia RS-GP24         |
| 20     | Fabio Quartararo        | Monster Energy Yamaha MotoGP Team | Yamaha YZR-M1           |
| 21     | Franco Morbidelli       | Prima Pramac Racing               | Ducati Desmosedici GP24 |
| 23     | Enea Bastianini         | Ducati Lenovo Team                | Ducati Desmosedici GP24 |
| 25     | Raúl Fernández          | Trackhouse Racing                 | Aprilia RS-GP23         |
| 30     | Takaaki Nakagami        | Castrol Honda LCR                 | Honda RC213V            |
| 31     | Pedro Acosta            | Red Bull GasGas Tech3             | KTM RC16                |
| 33     | Brad Binder             | Red Bull KTM Factory Racing       | KTM RC16                |
| 36     | Joan Mir                | Repsol Honda Team                 | Honda RC213V            |
| 37     | Augusto Fernández       | Red Bull GasGas Tech3             | KTM RC16                |
| 41     | Aleix Espargaró         | Aprilia Racing                    | Aprilia RS-GP24         |
| 43     | Jack Miller             | Red Bull KTM Factory Racing       | KTM RC16                |
| 49     | Fabio Di Giannantonio   | Pertamina Enduro VR46 Racing Team | Ducati Desmosedici GP23 |
| 72     | Marco Bezzecchi         | Pertamina Enduro VR46 Racing Team | Ducati Desmosedici GP23 |
| 73     | Álex Márquez            | Gresini Racing MotoGP             | Ducati Desmosedici GP23 |
| 87     | Remy Gardner            | Monster Energy Yamaha MotoGP Team | Yamaha YZR-M1           |
| 88     | Miguel Oliveira         | Trackhouse Racing                 | Aprilia RS-GP24         |
| 89     | Jorge Martín            | Prima Pramac Racing               | Ducati Desmosedici GP24 |
| 93     | Marc Márquez            | Gresini Racing MotoGP             | Ducati Desmosedici GP23 |
| Moto2  |                         |                                   |                         |
| #      | Jezdec                  | Tým                               | Motocykl                |
| 3      | Sergio García           | MT Helmets - MSi                  | Boscoscuro B-24         |
| 5      | Jaume Masià             | Pertamina Mnadalika Gas Up Team   | Kalex Moto2             |
| 7      | Barry Baltus            | RW-Idrofoglia Racing GP           | Kalex Moto2             |
| 10     | Diogo Moreira           | Italtrans Racing Team             | Kalex Moto2             |
| 11     | Álex Escrig             | Klint Forward Factory Team        | Forward F2              |
| 13     | Celestino Vietti        | Red Bull KTM Ajo                  | Kalex Moto2             |
| 14     | Tony Arbolino           | Elf Marc VDS Racing Team          | Kalex Moto2             |
| 15     | Darryn Binder           | Liqui Moly Husqvarna Intact GP    | Kalex Moto2             |
| 16     | Joe Roberts             | OnlyFans American Racing Team     | Kalex Moto2             |
| 17     | Daniel Muñoz            | Pertamina Mnadalika Gas Up Team   | Kalex Moto2             |
| 18     | Manuel González         | QJmotor Gresini Moto2             | Kalex Moto2             |
| 21     | Alonso López            | Speed Up Racing                   | Boscoscuro B-24         |
| 22     | Ayumu Sasaki            | Yamaha VR46 Master Camp Team      | Kalex Moto2             |
| 24     | Marcos Ramírez          | OnlyFans American Racing Team     | Kalex Moto2             |
| 28     | Izan Guevara            | CFMoto Aspar Team                 | Kalex Moto2             |
| 31     | Roberto García          | Fantic Racing                     | Kalex Moto2             |
| 32     | Marcel Schrötter        | Red Bull KTM Ajo                  | Kalex Moto2             |
| 34     | Mario Aji               | Idemitsu Honda Team Asia          | Kalex Moto2             |
| 35     | Somkiat Chantra         | Idemitsu Honda Team Asia          | Kalex Moto2             |
| 43     | Xavier Artigas          | Klint Forward Factory Team        | Forward F2              |
| 44     | Arón Canet              | Fantic Racing                     | Kalex Moto2             |
| 52     | Jeremy Alcoba           | Yamaha VR46 Master Camp Team      | Kalex Moto2             |
| 54     | Fermín Aldeguer         | Speed Up Racing                   | Boscoscuro B-24         |
| 64     | Bo Bendsneyder          | Pertamina Mnadalika Gas Up Team   | Kalex Moto2             |
| 71     | Dennis Foggia           | Italtrans Racing Team             | Kalex Moto2             |
| 75     | Albert Arenas           | QJmotor Gresini Moto2             | Kalex Moto2             |
| 79     | Ai Ogura                | MT Helmets - MSi                  | Boscoscuro B-24         |
| 81     | Senna Agius             | Liqui Moly Husqvarna Intact GP    | Kalex Moto2             |
| 84     | Zonta van den Goorbergh | RW-Idrofoglia Racing GP           | Kalex Moto2             |
| 96     | Jake Dixon              | CFMoto Aspar Team                 | Kalex Moto2             |
| Moto3  |                         |                                   |                         |
| #      | Jezdec                  | Tým                               | Motocykl                |
| 5      | Tatchakorn Buasri       | Honda Team Asia                   | Honda NSF250RW          |
| 6      | Ryusei Yamanaka         | MT Helmets - MSi                  | KTM RC250GP             |
| 7      | Filippo Farioli         | Sic58 Squadra Corse               | Honda NSF250RW          |
| 10     | Nicola Carraro          | LevelUp - MTA                     | KTM RC250GP             |
| 12     | Jacob Roulstone         | Red Bull GasGas Tech3             | Gas Gas RC250GP         |
| 18     | Matteo Bertelle         | Rivacold Snipers Team             | Honda NSF250RW          |
| 19     | Scott Ogden             | MLav Racing                       | Honda NSF250RW          |
| 22     | David Almansa           | Rivacold Snipers Team             | Honda NSF250RW          |
| 24     | Tatsuki Suzuki          | Liqui Moly Husqvarna Intact GP    | Husqvarna FR250GP       |
| 31     | Adrián Fernández        | Leopard Racing                    | Honda NSF250RW          |
| 36     | Ángel Piqueras          | Leopard Racing                    | Honda NSF250RW          |
| 48     | Iván Ortolá             | MT Helmets - MSi                  | KTM RC250GP             |
| 54     | Riccardo Rossi          | CIP Green Power                   | KTM RC250GP             |
| 55     | Noah Dettwiler          | CIP Green Power                   | KTM RC250GP             |
| 58     | Luca Lunetta            | Sic58 Squadra Corse               | Honda NSF250RW          |
| 64     | David Muńoz             | Boé Motorsports                   | KTM RC250GP             |
| 66     | Joel Kelso              | Boé Motorsports                   | KTM RC250GP             |
| 70     | Joshua Whatley          | MLav Racing                       | Honda NSF250RW          |
| 72     | Taiyo Furusato          | Honda Team Asia                   | Honda NSF250RW          |
| 78     | Joel Esteban            | CFMoto Aspar Team                 | CFMoto Moto3            |
| 80     | David Alonso            | CFMoto Aspar Team                 | CFMoto Moto3            |
| 82     | Stefano Nepa            | LevelUp - MTA                     | KTM RC250GP             |
| 95     | Collin Veijer           | Liqui Moly Husqvarna Intact GP    | Husqvarna FR250GP       |
| 96     | Daniel Holgado          | Red Bull Gas Gas Tech3            | Gas Gas RC250GP         |
| 99     | José Antonio Rueda      | Red Bull KTM Ajo                  | KTM RC250GP             |
| MotoE  |                         |                                   |                         |
| #      | Jezdec                  | Tým                               | Motocykl                |
| 3      | Lukas Tulovic           | Dynavolt Intact GP MotoE          | Ducati V21L             |
| 4      | Héctor Garzó            | Dynavolt Intact GP MotoE          | Ducati V21L             |
| 6      | Maria Herrera           | Klint Forward Factory Team        | Ducati V21L             |
| 7      | Chaz Davies             | Aruba Cloud MotoE Racing Team     | Ducati V21L             |
| 9      | Andrea Mantovani        | Klint Forward Factory Team        | Ducati V21L             |
| 11     | Matteo Ferrari          | Felo Gresini MotoE                | Ducati V21L             |
| 21     | Kevin Zannoni           | Openbank Aspar Team               | Ducati V21L             |
| 29     | Nicholas Spinelli       | Tech3 E-Racing                    | Ducati V21L             |
| 34     | Kevin Manfredi          | Ongetta Sic58 Squadra Corse       | Ducati V21L             |
| 40     | Mattia Casadei          | LCR E-Team                        | Ducati V21L             |
| 51     | Eric Granado            | LCR E-Team                        | Ducati V21L             |
| 55     | Massimo Roccoli         | Ongetta Sic58 Squadra Corse       | Ducati V21L             |
| 61     | Alessandro Zaccone      | Tech3 E-Racing                    | Ducati V21L             |
| 72     | Alessio Finello         | Felo Gresini MotoE                | Ducati V21L             |
| 77     | Miquel Pons             | Axxis – MSI                       | Ducati V21L             |
| 80     | Armando Pontone         | Aruba Cloud MotoE Racing Team     | Ducati V21L             |
| 81     | Jordi Torres            | Openbank Aspar Team               | Ducati V21L             |
| 99     | Oscar Gutiérrez         | Axxis – MSI                       | Ducati V21L             |

## MotoGP

### Kvalifikace
| *                                                 | *                                                     | *                                                 |
| _______1_______ Jorge Martín Ducati 1:19.423      |                                                       |                                                   |
|                                                   | _______2_______ Miguel Oliveira Aprilia 1:19.471      |                                                   |
|                                                   |                                                       | _______3_______ Raúl Fernández Aprilia 1:19.643   |
| _______4_______ Francesco Bagnaia Ducati 1:19.749 |                                                       |                                                   |
|                                                   | _______5_______ Álex Márquez Ducati 1:19.791          |                                                   |
|                                                   |                                                       | _______6_______ Franco Morbidelli Ducati 1:19.946 |
| _______7_______ Maverick Viñales Aprilia 1:19.950 |                                                       |                                                   |
|                                                   | _______8_______ Fabio Di Giannantonio Ducati 1:19.957 |                                                   |
|                                                   |                                                       | _______9_______ Enea Bastianini Ducati 1:19.978   |
| _______10_______ Pedro Acosta KTM 1:20.348        |                                                       |                                                   |
|                                                   | _______11_______ Brad Binder KTM 1:20.446             |                                                   |
|                                                   |                                                       | _______12_______ Marco Bezzecchi Ducati 1:20.713  |
| _______13_______ Marc Márquez Ducati 1:20.263     |                                                       |                                                   |
|                                                   | _______14_______ Fabio Quartararo Yamaha 1:20.310     |                                                   |
|                                                   |                                                       | _______15_______ Augusto Fernández KTM 1:20.419   |
| _______16_______ Jack Miller KTM 1:20.515         |                                                       |                                                   |
|                                                   | _______17_______ Takaaki Nakagami Honda 1:20.553      |                                                   |
|                                                   |                                                       | _______18_______ Luca Marini Honda 1:20.565       |
| _______19_______ Johann Zarco Honda 1:20.799      |                                                       |                                                   |
|                                                   | _______20_______ Joan Mir Honda 1:21.162              |                                                   |
|                                                   |                                                       | _______21_______ Remy Gardner Yamaha 1:21.297     |
| _______22_______ Stefan Bradl Honda 1:21.270      |                                                       |                                                   |
| ------------------------------------------------- | ----------------------------------------------------- | ------------------------------------------------- |

Zdroj

### Sprint
| Pozice | Jezdec                | Motocykl | Kola | Čas       | Body |
| ------ | --------------------- | -------- | ---- | --------- | ---- |
| 1      | Jorge Martín          | Ducati   | 15   | 20:18.904 | 12   |
| 2      | Miguel Oliveira       | Aprilia  | 15   | +0.676    | 9    |
| 3      | Francesco Bagnaia     | Ducati   | 15   | +1.311    | 7    |
| 4      | Enea Bastianini       | Ducati   | 15   | +1.458    | 6    |
| 5      | Franco Morbidelli     | Ducati   | 15   | +5.600    | 5    |
| 6      | Marc Márquez          | Ducati   | 15   | +6.281    | 4    |
| 7      | Maverick Vińales      | Aprilia  | 15   | +6.284    | 3    |
| 8      | Brad Binder           | KTM      | 15   | +9.061    | 2    |
| 9      | Álex Márquez          | Ducati   | 15   | +9.201    | 1    |
| 10     | Marco Bezzecchi       | Ducati   | 15   | +10.800   |      |
| 11     | Jack Miller           | KTM      | 15   | +13.815   |      |
| 12     | Fabio Di Giannantonio | Ducati   | 15   | +13.960   |      |
| 13     | Fabio Quartararo      | Yamaha   | 15   | +14.432   |      |
| 14     | Raúl Fernández        | Aprilia  | 15   | +15.329   |      |
| 15     | Luca Marini           | Honda    | 15   | +15.430   |      |
| 16     | Augusto Fernández     | KTM      | 15   | +15.493   |      |
| 17     | Johann Zarco          | Honda    | 15   | +16.205   |      |
| 18     | Takaaki Nakagami      | Honda    | 15   | +20.321   |      |
| 19     | Stefan Bradl          | Honda    | 15   | +23.733   |      |
| 20     | Remy Gardner          | Yamaha   | 15   | +26.366   |      |
| 21     | Joan Mir              | Honda    | 15   | +26.668   |      |
| 22     | Pedro Acosta          | KTM      | 15   | +26.715   |      |
| Zdroj  |                       |          |      |           |      |

### Závod
| Pozice | Jezdec                | Motocykl | Kola | Čas               | Body |
| ------ | --------------------- | -------- | ---- | ----------------- | ---- |
| 1      | Francesco Bagnaia     | Ducati   | 30   | 40:40.063         | 25   |
| 2      | Marc Márquez          | Ducati   | 30   | +3.804            | 20   |
| 3      | Álex Márquez          | Ducati   | 30   | +4.334            | 16   |
| 4      | Enea Bastianini       | Ducati   | 30   | +5.317            | 13   |
| 5      | Franco Morbidelli     | Ducati   | 30   | +5.557            | 11   |
| 6      | Miguel Oliveira       | Aprilia  | 30   | +10.481           | 10   |
| 7      | Pedro Acosta          | KTM      | 30   | +14.746           | 9    |
| 8      | Marco Bezzecchi       | Ducati   | 30   | +14.930           | 8    |
| 9      | Brad Binder           | KTM      | 30   | +15.084           | 7    |
| 10     | Raúl Fernández        | Aprilia  | 30   | +16.384           | 6    |
| 11     | Fabio Quartararo      | Yamaha   | 30   | +17.235           | 5    |
| 12     | Maverick Vińales      | Aprilia  | 30   | +18.865           | 4    |
| 13     | Jack Miller           | KTM      | 30   | +25.425           | 3    |
| 14     | Takaaki Nakagami      | Honda    | 30   | +25.817           | 2    |
| 15     | Luca Marini           | Honda    | 30   | +25.854           | 1    |
| 16     | Augusto Fernández     | KTM      | 30   | +41.495           |      |
| 17     | Johann Zarco          | Honda    | 30   | +41.952           |      |
| 18     | Joan Mir              | Honda    | 30   | +43.145           |      |
| 19     | Remy Gardner          | Yamaha   | 30   | +50.115           |      |
| 20     | Stefan Bradl          | Honda    | 30   | +59.047           |      |
| DNF    | Jorge Martín          | Ducati   | 28   | Pád               |      |
| DNF    | Fabio Di Giannantonio | Ducati   | 9    | Technický problém |      |
| Zdroj  |                       |          |      |                   |      |

### Stav mistrovství po závodě
| 1 | Francesco Bagnaia | 222 | 1 | Ducati  | 315 | 1 | Ducati Lenovo Team                | 377 |
| 2 | Jorge Martín      | 212 | 2 | Aprilia | 175 | 2 | Prima Pramac Racing               | 267 |
| 3 | Marc Márquez      | 166 | 3 | KTM     | 165 | 3 | Gresini Racing MotoGP             | 245 |
| 4 | Enea Bastianini   | 155 | 4 | Yamaha  | 48  | 4 | Aprilia Racing                    | 207 |
| 5 | Maverick Viñales  | 125 | 5 | Honda   | 24  | 5 | Pertamina Enduro VR46 Racing Team | 145 |

## Moto2

### Kvalifikace
| *                                                       | *                                                | *                                                   |
| _______1_______ Celestino Vietti Kalex 1:22.778         |                                                  |                                                     |
|                                                         | _______2_______ Jake Dixon Kalex 1:22.825        |                                                     |
|                                                         |                                                  | _______3_______ Fermín Aldeguer Boscoscuro 1:22.905 |
| _______4_______ Senna Agius Kalex 1:22.941              |                                                  |                                                     |
|                                                         | _______5_______ Manuel González Kalex 1:22.992   |                                                     |
|                                                         |                                                  | _______6_______ Tony Arbolino Kalex 1:23.037        |
| _______7_______ Ai Ogura Boscoscuro 1:23.040            |                                                  |                                                     |
|                                                         | _______8_______ Diogo Moreira Kalex 1:23.042     |                                                     |
|                                                         |                                                  | _______9_______ Marcos Ramírez Kalex 1:23.083       |
| _______10_______ Alonso López Boscoscuro 1:23.127       |                                                  |                                                     |
|                                                         | _______11_______ Joe Roberts Kalex 1:23:173      |                                                     |
|                                                         |                                                  | _______12_______ Sergio García Boscoscuro 1:23.182  |
| _______13_______ Izan Guevara Kalex 1:23.217            |                                                  |                                                     |
|                                                         | _______14_______ Arón Canet Kalex 1:23.282       |                                                     |
|                                                         |                                                  | _______15_______ Bo Bendsneyder Kalex 1:23.308      |
| _______16_______ Darryn Binder Kalex 1:23.330           |                                                  |                                                     |
|                                                         | _______17_______ Somkiat Chantra Kalex 1:23.340  |                                                     |
|                                                         |                                                  | _______18_______ Dennis Foggia Kalex 1:23.446       |
| _______19_______ Jaume Masià Kalex 1:23.367             |                                                  |                                                     |
|                                                         | _______20_______ Daniel Muñoz Kalex 1:23.441     |                                                     |
|                                                         |                                                  | _______21_______ Ayumu Sasaki Kalex 1:23.443        |
| _______22_______ Marcel Schrötter Kalex 1:23.506        |                                                  |                                                     |
|                                                         | _______23_______ Jeremy Alcoba Kalex 1:23.507    |                                                     |
|                                                         |                                                  | _______24_______ Roberto García Kalex 1:23.514      |
| _______25_______ Mario Aji Kalex 1:23.589               |                                                  |                                                     |
|                                                         | _______26_______ Albert Arenas Kalex 1:23.595    |                                                     |
|                                                         |                                                  | _______27_______ Barry Baltus Kalex 1:24.071        |
| _______28_______ Zonta van den Goorbergh Kalex 1:24.097 |                                                  |                                                     |
|                                                         | _______29_______ Xavier Artigas Forward 1:24.181 |                                                     |
|                                                         |                                                  | _______30_______ Álex Escrig Forward 1:24.544       |
| ------------------------------------------------------- | ------------------------------------------------ | --------------------------------------------------- |

Zdroj:

### Závod
| Pozice | Jezdec                  | Motocykl   | Kola | Čas               | Body |
| ------ | ----------------------- | ---------- | ---- | ----------------- | ---- |
| 1      | Fermín Aldeguer         | Boscoscuro | 25   | 35:07.384         | 25   |
| 2      | Jake Dixon              | Kalex      | 25   | +2.159            | 20   |
| 3      | Ai Ogura                | Boscoscuro | 25   | +4.418            | 16   |
| 4      | Diogo Moreira           | Kalex      | 25   | +4.533            | 13   |
| 5      | Celestino Vietti        | Kalex      | 25   | +4.543            | 11   |
| 6      | Somkiat Chantra         | Kalex      | 25   | +4.651            | 10   |
| 7      | Sergio García           | Boscoscuro | 25   | +5.425            | 9    |
| 8      | Joe Roberts             | Kalex      | 25   | +6.314            | 8    |
| 9      | Tony Arbolino           | Kalex      | 25   | +7.018            | 7    |
| 10     | Alonso López            | Boscoscuro | 25   | +8.255            | 6    |
| 11     | Senna Agius             | Kalex      | 25   | +9.225            | 5    |
| 12     | Manuel González         | Kalex      | 25   | +9.703            | 4    |
| 13     | Izan Guevara            | Kalex      | 25   | +10.690           | 3    |
| 14     | Jeremy Alcoba           | Kalex      | 25   | +12.810           | 2    |
| 15     | Jaume Masià             | Kalex      | 25   | +13.845           | 1    |
| 16     | Dennis Foggia           | Kalex      | 25   | +14.285           |      |
| 17     | Marcel Schrötter        | Kalex      | 25   | +14.483           |      |
| 18     | Marcos Ramírez          | Kalex      | 25   | +15.028           |      |
| 19     | Daniel Muñoz            | Kalex      | 25   | +16.496           |      |
| 20     | Barry Baltus            | Kalex      | 25   | +17.240           |      |
| 21     | Albert Arenas           | Kalex      | 25   | +21.557           |      |
| 22     | Álex Escrig             | Forward    | 25   | +27.073           |      |
| 23     | Xavier Artigas          | Forward    | 25   | +29.351           |      |
| 24     | Ayumu Sasaki            | Kalex      | 25   | +38.512           |      |
| 25     | Darryn Binder           | Kalex      | 25   | +1:13.462         |      |
| DNF    | Mario Aji               | Kalex      | 22   | Pád               |      |
| DNF    | Arón Canet              | Kalex      | 18   | Technický problém |      |
| DNF    | Zonta van den Goorbergh | Kalex      | 15   | Technický problém |      |
| DNF    | Roberto García          | Kalex      | 11   | Pád               |      |
| DNF    | Bo Bendsneyder          | Kalex      | 7    | Technický problém |      |
| Zdroj  |                         |            |      |                   |      |

### Stav mistrovství po závodě
| Pohár jezdců | Pohár jezdců    | Pohár jezdců |      | Pohár konstruktérů          | Pohár konstruktérů | Pohár konstruktérů |                               | Pohár týmů            | Pohár týmů | Pohár týmů |
| Poz.         | Jezdec          | Body         | Poz. | Konstruktér                 | Body               | Poz.               | Tým                           | Body                  |            |            |
| ------------ | --------------- | ------------ | ---- | --------------------------- | ------------------ | ------------------ | ----------------------------- | --------------------- | ---------- | ---------- |
| 1            | Sergio García   | 147          | 1    | Boscoscuro                  | 204                | 1                  | MT Helmets – MSi              | 287                   |            |            |
| 2            | Ai Ogura        | 140          | 2    | Kalex                       | 172                | 2                  | MB Conveyors Speed Up         | 201                   |            |            |
| 3            | Joe Roberts     | 123          | 3    | Forward                     | 6                  | 3                  | OnlyFans American Racing Team | 167                   |            |            |
| 4            | Fermín Aldeguer | 108          |      |                             |                    |                    | 4                             | QJmotor Gresini Moto2 | 125        |            |
| 5            | Alonso López    | 93           | 5    | CFMoto Polarcube Aspar Team | 74                 |                    |                               |                       |            |            |

## Moto3

### Kvalifikace
| *                                                 | *                                                 | *                                                 |
| _______1_______ Collin Veijer Husqvarna 1:24.885  |                                                   |                                                   |
|                                                   | _______2_______ David Alonso CFMoto 1:25.221      |                                                   |
|                                                   |                                                   | _______3_______ Luca Lunetta Honda 1:25.222       |
| _______4_______ Adrián Fernández Honda 1:25.386   |                                                   |                                                   |
|                                                   | _______5_______ José Antonio Rueda KTM 1:25.388   |                                                   |
|                                                   |                                                   | _______6_______ David Muñoz KTM 1:25.430          |
| _______7_______ Scott Ogden Honda 1:25.437        |                                                   |                                                   |
|                                                   | _______8_______ Taiyo Furusato Honda 1:25.488     |                                                   |
|                                                   |                                                   | _______9_______ Tatsuki Suzuki Husqvarna 1:25.654 |
| _______10_______ Stefano Nepa KTM 1:25.706        |                                                   |                                                   |
|                                                   | _______11_______ Ryusei Yamanaka KTM 1:25.707     |                                                   |
|                                                   |                                                   | _______12_______ Iván Ortolá KTM 1:25.787         |
| _______13_______ Daniel Holgado Gas Gas 1:25.811  |                                                   |                                                   |
|                                                   | _______14_______ Ángel Piqueras Honda 1:25.932    |                                                   |
|                                                   |                                                   | _______15_______ Joel Kelso KTM 1:26.058          |
| _______16_______ Jacob Roulstone Gas Gas 1:26.429 |                                                   |                                                   |
|                                                   | _______17_______ Xabi Zurutuza KTM 1:26.757       |                                                   |
|                                                   |                                                   | _______18_______ Riccardo Rossi KTM 1:27.427      |
| _______19_______ Nicola Carraro KTM 1:27.560      |                                                   |                                                   |
|                                                   | _______20_______ Tatchakorn Buasri Honda 1:27.618 |                                                   |
|                                                   |                                                   | _______21_______ David Almansa Honda 1:27.849     |
| _______22_______ Noah Dettwiler KTM 1:27.897      |                                                   |                                                   |
|                                                   | _______23*_______ Joel Esteban CFMoto 1:26.163    |                                                   |
|                                                   |                                                   | _______24*_______ Matteo Bertelle Honda 1:26.977  |
| _______25*_______ Joshua Whatley Honda 1:26.810   |                                                   |                                                   |
|                                                   | _______26*_______ Filippo Farioli Honda 1:26.920  |                                                   |
| ------------------------------------------------- | ------------------------------------------------- | ------------------------------------------------- |

- Start z boxové uličky.

Zdroj:

### Závod
| Pozice | Jezdec             | Motocykl  | Kola | Čas       | Body |
| ------ | ------------------ | --------- | ---- | --------- | ---- |
| 1      | David Alonso       | CFMoto    | 23   | 33:02.956 | 25   |
| 2      | Taiyo Furusato     | Honda     | 23   | +0.187    | 20   |
| 3      | Iván Ortolá        | KTM       | 23   | +0.339    | 16   |
| 4      | Adrián Fernández   | Honda     | 23   | +2.362    | 13   |
| 5      | Ángel Piqueras     | Honda     | 23   | +2.438    | 11   |
| 6      | Ryusei Yamanaka    | KTM       | 23   | +3.786    | 10   |
| 7      | Daniel Holgado     | Gas Gas   | 23   | +3.869    | 9    |
| 8      | David Muńoz        | KTM       | 23   | +5.461    | 8    |
| 9      | Tatsuki Suzuki     | Husqvarna | 23   | +5.685    | 7    |
| 10     | Scott Ogden        | Honda     | 23   | +5.817    | 6    |
| 11     | Joel Kelso         | KTM       | 23   | +6.021    | 5    |
| 12     | Stefano Nepa       | KTM       | 23   | +13.085   | 4    |
| 13     | Filippo Farioli    | Honda     | 23   | +25.001   | 3    |
| 14     | Joel Esteban       | CFMoto    | 23   | +25.069   | 2    |
| 15     | Matteo Bertelle    | Honda     | 23   | +25.071   | 1    |
| 16     | Xabi Zurutuza      | KTM       | 23   | +38.789   |      |
| 17     | Nicola Carraro     | KTM       | 23   | +39.177   |      |
| 18     | Collin Veijer      | Husqvarna | 23   | +39.387   |      |
| 19     | Riccardo Rossi     | KTM       | 23   | +39.250*  |      |
| 20     | David Almansa      | Honda     | 23   | +39.434   |      |
| 21     | Joshua Whatley     | Honda     | 23   | +39.552   |      |
| 22     | Tatchakorn Buasri  | Honda     | 23   | +46.891   |      |
| 23     | Noah Dettwiler     | KTM       | 23   | +1:08.267 |      |
| DNF    | José Antonio Rueda | KTM       | 21   | Pád       |      |
| DNF    | Luca Lunetta       | Honda     | 19   | Pád       |      |
| DNF    | Jacob Roulstone    | Gas Gas   | 13   | Pád       |      |
| Zdroj  |                    |           |      |           |      |

*Penalizace propuštění 1 pozice za předjetí pod žlutou vlajkou.

### Stav mistrovství po závodě
| 1 | David Alonso   | 179 | 1 | CFMoto    | 179 | 1 | CFMoto Valresa Aspar Team      | 217 |
| 2 | Iván Ortolá    | 121 | 2 | KTM       | 154 | 2 | MT Helmets – MSi               | 193 |
| 3 | Daniel Holgado | 120 | 3 | Husqvarna | 132 | 3 | Red Bull GasGas Tech3          | 164 |
| 4 | Collin Veijer  | 115 | 4 | Gas Gas   | 125 | 4 | Liqui Moly Husqvarna Intact GP | 153 |
| 5 | David Muñoz    | 84  | 5 | Honda     | 110 | 5 | Boé Motorsports                | 139 |

## MotoE
|   | Pos. | Rider              | Points |
| - | ---- | ------------------ | ------ |
| 3 | 1    | Héctor Garzó       | 179    |
| 1 | 2    | Mattia Casadei     | 154    |
|   | 3    | Oscar Gutiérrez    | 150    |
| 2 | 4    | Kevin Zannoni      | 147    |
|   | 5    | Alessandro Zaccone | 130    |

|   | Pos. | Team                     | Points |
| - | ---- | ------------------------ | ------ |
| 3 | 1    | Dynavolt Intact GP MotoE | 264    |
| 3 | 2    | Tech3 E-Racing           | 254    |
| 2 | 3    | Openbank Aspar Team      | 251    |
| 1 | 4    | Axxis – MSi              | 233    |
| 3 | 5    | LCR E-Team               | 228    |